# Disneyland Resort

Zamek Śpiącej Królewny

Disneyland Resort położony jest w Anaheim (Kalifornia), USA.
Park Disneyland został otwarty 17 lipca 1955 roku. W 1990 zaczęto planować rozbudowę parku. Rozszerzony kompleks został otwarty jako Disneyland Resort w 2001 wraz z otwarciem Downtown Disney w styczniu i California Adventure Disney w lutym.

## Skład kompleksu
- Disneyland – pierwszy oficjalnie sklasyfikowany park tematyczny w świecie.
- Disney California Adventure – ostatnio otwarty park tematyczny.
- Downtown Disney – zewnętrzny kompleks centrum handlowego.
- Disneyland Hotel – pierwszy hotel Disney w świecie, pierwotnie połączony z parkiem Disneyland przez kolej jednoszynową.
- Disney’s Grand Californian Hotel – hotel przy Disney California Adventure.
- Disney’s Paradise Pier Hotel – hotel nabyty jako część ekspansji w 2000 roku.